# Tommaso Foti
Tommaso Foti (n. 28 aprilie 1960, Piacenza, Italia) este un politician italian.